# Vice häradshövding
Vicehäradshövding (finska: varatuomari) är en titel som i Finland på ansökan tilldelas den som efter avlagd högre högskolexamen i juridik fullgjort praktik vid domstol som tingsnotarie. Titeln i formen vice häradshövding har anor från 1700-talet, då Finland var en del av Sverige. I Sverige avskaffades titeln 1894 och återinfördes med annan betydelse 1918.

## Sverige
I Sverige tilldelades titeln från 1700-talet och fram till 1894 av hovrätterna personer som efter avlagda juridiska examina fullgjort viss tingstjänstgöring utan motsvarande tjänsteställning. Den skall inte förväxlas med den tidigare titeln "häradshövding", som innebar en slut- och chefstjänst i en domsaga.
Vice häradshövdinginstitutionen återinfördes genom 1918 års stadga om domsagornas förvaltning, vilken ersattes av 1920 års stadga. Den senare institutionen hade dock väsentligen annan betydelse än den äldre; vice häradshövdingen var statligt arvoderad och kraven för erhållande av sådant ämbete skärptes betydligt. Det krävdes nu tjänstgöring som ledamot eller fiskal i hovrätt under sammanlagt minst ett år eller som revisionssekreterare.
Kungl. Maj:t förordnade vid varje hovrätt vice häradshövdingar till så stort antal, som erfordrades, för att hovrätten skulle få tillgång till lämpliga personer att förvalta ämbetet, när ett häradshövdingämbete var vakant eller under längre tjänstledigheter. Vice häradshövding hade företräde till erhållande av förordnande att förvalta häradshövdingämbete i nyssnämnda fall under den hovrätt, vid vilken han var anställd. Förordnandet av vice häradshövdingar upphörde slutligen 1926.

## Finland
I Finland är titeln fortfarande i bruk i formen vicehäradshövding, för jurister som gjort ett års tingsmeritering. Titeln beviljas av respektive hovrätt på ansökan.

### Uppslagsverk
- Nationalencyklopedin, band 9 (1992), artikeln Häradshövding, sid. 264f.
- Häradshöfding i Nordisk familjebok (andra upplagan, 1910)
- Häradshöfding i Nordisk familjebok (andra upplagans supplement, 1924)
- Häradshövding i Svenska Akademiens ordbok (1932)
- Vicehäradshövding i Uppslagsverket Finland (webbupplaga, 2012). CC-BY-SA 4.0